# 铠鲨
铠鲨（学名：Dalatias licha），又稱黑鮫，为軟骨魚綱角鯊目铠鲨科的一種，為單型。分布於全世界，棲息於 200—600米（660—1,970英尺） 深的海床上。透過富含脂肪的肝臟來維持中性浮力，可以在水中緩慢游動而不必消耗過多能量。鎧鯊身體細長，體長約 1.0—1.4米（3.3—4.6英尺），吻部鈍而短，眼睛大，唇厚。上頷齒與下頷齒型態差異很大，上頷齒小而窄，下頷齒則很大，呈三角形且具有鋸齒邊緣。
鎧鯊為獨行的掠食者，以硬骨魚、鯊魚和鰩、頭足綱、甲殼綱、多毛綱、管水母及腐肉為食。牠們也會攻擊體型比自己大的獵物，和雪茄達摩鯊（Isistius brasiliensis）一樣。屬於卵胎生，每次可產下 10 - 14 頭幼鯊。商業漁業（主要是葡萄牙與日本）會捕捉鎧鯊以獲得牠們的肉、皮革以及魚肝油。過度捕魚加上低繁殖率，鎧鯊目前已被國際自然保護聯盟列為易危物種。

## 分布
本魚分布于世界各地海域
。该物种的模式产地在法国。

## 深度
水深37至1800公尺。

## 特徵
本魚體呈正圓柱形，吻很短。上頷齒尖刺狀，下頷齒則呈葉片狀。魚體暗褐色，腹部黃褐色。背鰭二個，較小，鰭後緣具白邊。尾鰭末端黑色。體長可達182公分。
本為溫帶、熱帶深水鯊魚，肝臟含油量高，可增加浮力，不用擺動鰭或身體即可停在水中。肉食性，以魚類、小型甲殼類為主。卵胎生，每次產10至16尾幼鯊。

## 經濟利用
食用魚，魚肝可製成魚肝油。